# تفسير السعدي
كتاب تفسير السعدي أو تيسير الكريم الرحمن في تفسير كلام المنان، من تفاسير القرآن الكريم في العصر الحديث.

## أسلوب التفسير
تفسير ميسر يستخدم عبارات سهلة وواضحة، ويتجنب فيه المفسر الحشو والتطويل، ويترك الخلاف والقصص غير الموثوق فيها وروايات الإسرائيليات، ويركز على المعنى المقصود من الآية، وعني التفسير بالعقيدة بما تشمله من توحيد الربوبية، وتوحيد الإلوهية، وتوحيد الأسماء والصفات.

## تقسيم الكتاب
كتب السعدي نسخته الأولى على 9 مجلدات، أما الثانية فكانت في 8 مجلدات. ويمكن تصنيفه ضمن كتب التفسير بالمأثور، بدأه صاحبه بمقدمة قال فيها:
| تفسير السعدي | أحببت أن أرسم من تفسير كتاب الله ما تيسر، وما من به الله علينا، ليكون تذكرة للمحصلين، وآلة للمستبصرين، ومعونة للسالكين، ولأقيده خوفَ الضياع، ولم يكن قصدى في ذلك إلا أن يكون المعنى هو المقصود | تفسير السعدي |

بدأ به بعد المقدمة بفوائد هامة لقراءة وتفسير القرآن الكريم، ثم انتقل لسورة الفاتحة وصولًا لسورة الناس، ثم أتبعه بأسماء الله الحسنى.

## زمن تأليف الكتاب
بدأ الشيخ تأليفه لهذا التفسير في عام 1342 هـ وأنهاه في عام 1344 هـ، كان عمره حين بدأه خمسة وثلاثون عامًا وأتمه وله من العمر سبعة وثلاثون عامًا.

## غايته من التصنيف
وكانت غاية قصده من التصنيف هو نشر العلم والدعوة إلى الحق، ولهذا يؤلف ويكتب ويطبع ما يقدر عليه من مؤلفاته، لا ينال منها عرضًا زائلًا، أو يستفيد منها عرض الدنيا، بل يوزعها مجانًا ليعم النفع بها.

## منهج ومحاسن تفسير السعدي
1- اهتمامه بضرب الأمثال في القرآن الكريم:
ومن الأمثلة على ذلك ﴿إِنَّمَا مَثَلُ الْحَيَاةِ الدُّنْيَا كَمَاءٍ أَنْزَلْنَاهُ مِنَ السَّمَاءِ فَاخْتَلَطَ بِهِ نَبَاتُ الْأَرْضِ مِمَّا يَأْكُلُ النَّاسُ وَالْأَنْعَامُ حَتَّى إِذَا أَخَذَتِ الْأَرْضُ زُخْرُفَهَا وَازَّيَّنَتْ وَظَنَّ أَهْلُهَا أَنَّهُمْ قَادِرُونَ عَلَيْهَا أَتَاهَا أَمْرُنَا لَيْلًا أَوْ نَهَارًا فَجَعَلْنَاهَا حَصِيدًا كَأَنْ لَمْ تَغْنَ بِالْأَمْسِ كَذَلِكَ نُفَصِّلُ الْآيَاتِ لِقَوْمٍ يَتَفَكَّرُونَ ۝٢٤﴾ [يونس:24] حيث كتب: (وهذا المثل من أحسن الأمثلة، وهو مطابق لحالة الدنيا، فإن لذاتها وشهواتها وجاهها ونحو ذلك يزهو لصاحبه إن زها وقتًا قصيرًا، فإذا استكمل وتم اضمحل، وزال عن صاحبه، أو زال صاحبه عنه، فأصبح صفر اليدين منها، ممتلئ القلب من همها وحزنها وحسرتها). ثم زاد عن ذلك أيضًا.
2- ذكر العبر والعظات من القصص:
ومنه تفسير قوله تعالى: ﴿وَإِذِ اعْتَزَلْتُمُوهُمْ وَمَا يَعْبُدُونَ إِلَّا اللَّهَ فَأْوُوا إِلَى الْكَهْفِ يَنْشُرْ لَكُمْ رَبُّكُمْ مِنْ رَحْمَتِهِ وَيُهَيِّئْ لَكُمْ مِنْ أَمْرِكُمْ مِرفَقًا ۝١٦﴾ [الكهف:16]. حيث كتب عند الوصول للآية 21: (وفي هذه القصة، دليل على أن من فر بدينه من الفتن، سلمه الله منها. وأن من حرص على العافية عافاه الله ومن أوى إلى الله، آواه الله، وجعله هداية لغيره، ومن تحمل الذل في سبيله وابتغاء مرضاته، كان آخر أمره وعاقبته العز العظيم من حيث لا يحتسب).
3- الاهتمام بالنحو والإعراب والاستعانة بها بالتفسير:
ومن ذلك تفسيره لقوله تعالى: ((إياك نعبد وإياك نستعين)) [الفاتحة: 5]. حيث فسرها: (أي نخصك وحدك بالعبادة والاستعانة، لأن تقديم المعمول يفيد الحصر، وهو إثبات الحكم للمذكور ونفيه عما عداه).
ومن ذلك تفسيره لآية ((والمرسلات عرفًا)) [المرسلات: 1] حيث قال: (و«عرفًا» حال من المرسلات، أي أرسلت بالعرف والحكمة).
4- سهولة الألفاظ ويُسر العبارة:
حيث يعتمد السعدي شرحًا بسيطًا يفهمه الإنسان العادي بسهولة ويسر. فيكون أقرب للفهم، مع حفاظه على الدقة.
5- موضوعية التفسير:
فلا يتجاوز ما لا يعرفه. ولا يشحن تفسيره بكثرة الإسرائيليات التي قد تكون خاطئة. ومن ذلك عدم تطرقه لإسرائيليات قصة هاروت وماروت في سورة البقرة. وعدم تطرقه للتفاسير والروايات عن يوسف عليه السلام في قوله تعالى ((ولقد همت به وهم بها)).
6- ندرة التعرض للإسرائيليات:
ومن أمثلة ذلك كثير، مثل الفرق بين تفسير الطبري وما أورده من إسرائيليات متعددة في آية ﴿وَلَقَدْ هَمَّتْ بِهِ وَهَمَّ بِهَا لَوْلَا أَنْ رَأَى بُرْهَانَ رَبِّهِ كَذَلِكَ لِنَصْرِفَ عَنْهُ السُّوءَ وَالْفَحْشَاءَ إِنَّهُ مِنْ عِبَادِنَا الْمُخْلَصِينَ ۝٢٤﴾ [يوسف:24]، وبين ما أورده السعدي بعدم تجاوز ما ذكره القرآن.
ومنه آية ﴿قَالَ اهْبِطُوا بَعْضُكُمْ لِبَعْضٍ عَدُوٌّ وَلَكُمْ فِي الْأَرْضِ مُسْتَقَرٌّ وَمَتَاعٌ إِلَى حِينٍ ۝٢٤﴾ [الأعراف:24] في تفسير الطبري حيث أورد: (قال: فلعنَ الحية، وقطع قوائمها، وتركها تمشي على بطنها، وجعل رزقها من التراب، وأهبطوا إلى الأرض: آدم، وحواء، وإبليس، والحية. اهبطوا بعضكم لبعض عدو) وهي من الإسرائيليات، بينما لم يذكر السعدي أيًا من تلك القصص.
7- اهتمامه بالجانب الفقهي:
فقد تحدث في تفسيره عن أحكامٍ مختلفة عديدة. ومن الأمثلة على ذلك النفقة الواجبة عند مروره بالآية ((وَالَّذِينَ يَكْنِزُونَ الذَّهَبَ وَالْفِضَّةَ وَلَا يُنفِقُونَهَا فِي سَبِيلِ اللَّهِ فَبَشِّرْهُم بِعَذَابٍ أَلِيمٍ)) [التوبة: 35]. فجاء في تفسيره: (أن يمسكوها عن النفقة الواجبة، كأن يمنع الزكاة أو النفقات الواجبة للزوجات أو الأقارب أو النفقة في سبيل الله إذا وجبت).
8- عدم التعصب لمذهبه الحنبلي.

## إضافات للسعدي في تفسيره
1- بدأ في كتابه بإضافة مجموعة من الأسس الهامة لفهم كتاب الله عز وجل، نقلها من كتاب «بدائع الفوائد» لابن القيم، وتنتمي تلك الأسس للنحو والفقه والبلاغة.
2- ختم التفسير بشرح أسماء الله الحسنى مستدلًا عليها بآيات القرآن في بعض الأحيان، والأحاديث النبوية في أحيانٍ أخرى.
3- الحكم: حيث كانت يستخلص من الآيات الأحكام الشرعية والمواعظ والعبَر المستوحاة من الآيات.
ومن الأمثلة على ذلك في قصة يوسف عليه السلام:
- جواز الغيبة في بعض المواضع، عند الحاجة للنصيحة مثلًا، ومن ذلك قول يعقوب ليوسف عليه السلام عن إخوته ((فيكيدوا لك كيدًا)) [يوسف: 5].
- ومنها أن قصة يوسف عليه السلام من أحسن القصص وأبينها، وذلك لوضوح تنقل الأشخاص من حالٍ إلى حال، ومن محنة إلى أخرى، ومن منة إلى أخرى.
- جواز سوء الظن عند وجود الدلائل عليه، وذلك عند قول يعقوب لأولاده ((بل سولت لكم أنفسكم أمرًا)) [يوسف: 83].
4- كان يقوم باستخراج قواعد فقهية من الآيات:
من الأمثلة على ذلك:
- قاعدة «ارتكاب أخف الضررين أو المفسدتين»، وذلك عندما قام الخضر بقتل الغلام بأمر من رب العالمين، فكان ذلك أفضل من بقاءه يكبر ويفتن أبويه عن دينهما.
- قاعدة «الضرورات تبيح المحظورات دون الحاجة للاستئذان»، وذلك عندما مرت آية قيام الخضر بخرق السفينة لتعيب.
وغيرها من القواعد.

## مآخذ على تفسير السعدي
1- إغفاله للشعر:
والسبب في جعل هذا من المآخذ أنَّ القرآن الكريم عربي، وكانت العرب تشتهر بالشعر، وكثير من الكلام لا يُذكر إلا في شعرهم. لذلك من الطبيعي أن تُفسر بعض الكلمات والمعاني عن طريق الشعر. كما كان يفعل الصحابة ومن تبعهم عند تفسير بعض الكلمات غير المألوفة في القرآن. ومن الأمثلة على ذلك عندما سأل نافع عبد اللهَ بن مسعود عن كلمة «شواظ» فقال له هي «اللهب الذي لا دخان له»، فقال له نافع: «وهل تعرف العرب ذلك؟» فقال له أي نعم، وأنشد له قول الشاعر:
يظل يشب كيرًا بعد كيرٍ	وينفخ دائبًا لهب الشواظ
2- تجاوزه الكثير للتعرض للقراءات المختلفة:
فقد اهتم السعدي بالنحو والأعراب، لكن يختلف إعراب بعض المفردات باختلاف قراءات القرآن، ومن الأمثلة على ذلك قوله تعالى ((واتقوا الله الذي تساءلون به والأرحام)) [النساء: 1]. فهنالك قراءة تنصب الأرحام عطفًا على لفظ الجلالة، وأخرى تجرها عطفًا على حرف الجر «ب».
وأحيانًا يكون هنالك اختلافات في المعنى، أو التشديد وما شابه، ومن ذلك قوله ((بما كانوا يكذبون)) [البقرة: 10]. فمن القراءات ما تقرأها بفتح الياء وسكون الكاف دالة على كذبهم، ومن القراءات ما تقرأها بضم الياء وفتح الكاف وتشديد الذال دالة على اتهامهم رسلهم بالكذب.
3- تفسيره للآية دون مفرداتها:
فنادرًا ما يتطرق إلى معنى مفردةٍ ما. فالكلمة الواحدة قد تختلط على الناس بمعناها، فتُفهم الآية من سياقها، لكن دون معرفة المعنى الدقيق للكلمة.
ففي الآية 70 من سورة الأنعام جاء في تفسير ابن كثير لقوله ((أن تبسل نفسٌ بما كسبت)): («أن تبسل نفس بما كسبت» أي: لئلا تبسل . قال الضحاك، عن ابن عباس ومجاهد وعكرمة والحسن والسدي: تبسل: تسلم .وقال الوالبي، عن ابن عباس: تفضح. وقال قتادة: تحبس. وقال مرة وابن زيد تؤاخذ. وقال الكلبي: تجازى).
بينما اقتصر السعدي على قوله: (لترتدع وتنزجر).
4- ندرة نسب الأقوال إلى أصحابها.
5- عدم تفصيل القصص، إنما يختصرها، وفي ذلك أيضًا فائدة لئلا يطول، وكذلك لا يتعدى بالمعاني فيأتي بغير ما أراد الله، ولا يأتي بالإسرائيليات.
6- قلة تطرقه لسبب النزول:
ومن الأمثلة على ذلك قوله تعالى: ﴿وَلَا تَقُولَنَّ لِشَيْءٍ إِنِّي فَاعِلٌ ذَلِكَ غَدًا ۝٢٣ إِلَّا أَنْ يَشَاءَ اللَّهُ وَاذْكُرْ رَبَّكَ إِذَا نَسِيتَ وَقُلْ عَسَى أَنْ يَهْدِيَنِ رَبِّي لِأَقْرَبَ مِنْ هَذَا رَشَدًا ۝٢٤﴾ [الكهف:23–24]. فنجد أن السعدي لم يتطرق لسبب نزول الآية وانقطاع الوحي عن النبي ﷺ، بينما ذكرها الطبري وابن كثير.

## تفاسير شبيهة
- أيسر التفاسير لكلام العلي الكبير لأبي بكر الجزائري